# Csécse
Csécse (szlovákul: Číča vagy Čieča) község Nógrád vármegyében, a Pásztói járásban.

## Fekvése
Pásztó délnyugati szomszédságában fekszik, a Zagyva völgyének nyugati oldalán. A további szomszédos települések: észak felől Ecseg, kelet felől Szurdokpüspöki, délkelet felől Jobbágyi, dél felől Szarvasgede, délnyugat felől Kisbágyon, nyugat felől pedig Buják.

### Megközelítése
Csak közúton érhető el, Pásztó, Ecseg vagy Szarvasgede felől; előbbivel a 2127-es, utóbbiakkal a 2128-as út köti össze. Többi szomszédjával nincs közvetlen közúti kapcsolata; vasútvonal sem érinti.

## Története
Ez a terület régóta lakott hely, ezt bizonyítja, hogy népvándorláskori földvár állt a falu mai templomának helyén. A vár a Cserhát hegységen át vezető kereskedelmi utat védte.
A falut egy 1408-ban keletkezett oklevél említette először, Keresztúri Garázda Miklós és Szilágyi László birtokaként, akik a falut a Bánságban fekvő, de mára már elpusztult Horogszegért és tartozékaiért Zsigmond királynak adták cserébe. 1422-ben a Rhédeyek, 1429-ben pedig a Palóziak voltak a földesurai. A török időkben a település a váci náhije része volt.
1663-ban a falu határában a bujáki török őrség és a magyarok között kisebb harc volt, mely a törökök győzelmével végződött.
A községben álló Fráter-kastélyban nevelkedett Fráter Erzsébet, Madách Imre felesége.
A legenda szerint a közeli Bélahalompuszta onnan kapta a nevét, hogy 1241-ben, a vesztes muhi csata után erre menekülő IV. Béla megpihent a dombtetőn.

## Közélete

### Polgármesterei
- 1990–1994: Barna István (független)[3]
- 1994–1998: Barna István (független)[4]
- 1998–2000: Barna István (független)[5]
- 2000–2002: Farkasvölgyi Zsolt (független)[6][7]
- 2002–2006: Barna István (független)[8]
- 2006–2010: Barna Gyula (független)[9]
- 2010–2014: Váradi Sándor (Fidesz-KDNP)[10]
- 2014–2019: Barna István (független)[11]
- 2019–2024: Barna István (független)[12]
- 2024– : Barna Tibor (független)[1]

A településen 2000. június 4-én időközi polgármester-választást tartottak, az előző polgármester lemondása miatt.

## Népesség
A település népességének változása:
| Lakosok száma | 925  | 897  | 909  | 839  | 799  | 801  | 803  |
|               | 2013 | 2014 | 2015 | 2021 | 2022 | 2023 | 2024 |

2001-ben a település lakosságának 99%-a magyar, 1%-a cigány nemzetiségűnek vallotta magát.
A 2011-es népszámlálás során a lakosok 87,4%-a magyarnak, 3,6% cigánynak mondta magát (12,6% nem nyilatkozott; a kettős identitások miatt a végösszeg nagyobb lehet 100%-nál). A vallási megoszlás a következő volt: római katolikus 61,3%, református 1,6%, evangélikus 0,5%, görögkatolikus 0,2%, felekezeten kívüli 11,4% (23,8% nem nyilatkozott).
2022-ben a lakosság 93,6%-a vallotta magát magyarnak, 3,9% cigánynak, 0,8% románnak, 0,1-0,1% németnek, bolgárnak, szlovénnek és szerbnek, 1,9% egyéb, nem hazai nemzetiségűnek (6% nem nyilatkozott; a kettős identitások miatt a végösszeg nagyobb lehet 100%-nál). Vallásuk szerint 46,2% volt római katolikus, 1,9% református, 1,1% evangélikus, 2,1% egyéb keresztény, 0,3% egyéb katolikus, 10,6% felekezeten kívüli (37,7% nem válaszolt).

## Nevezetességei
- Keglevich-kastély[17]

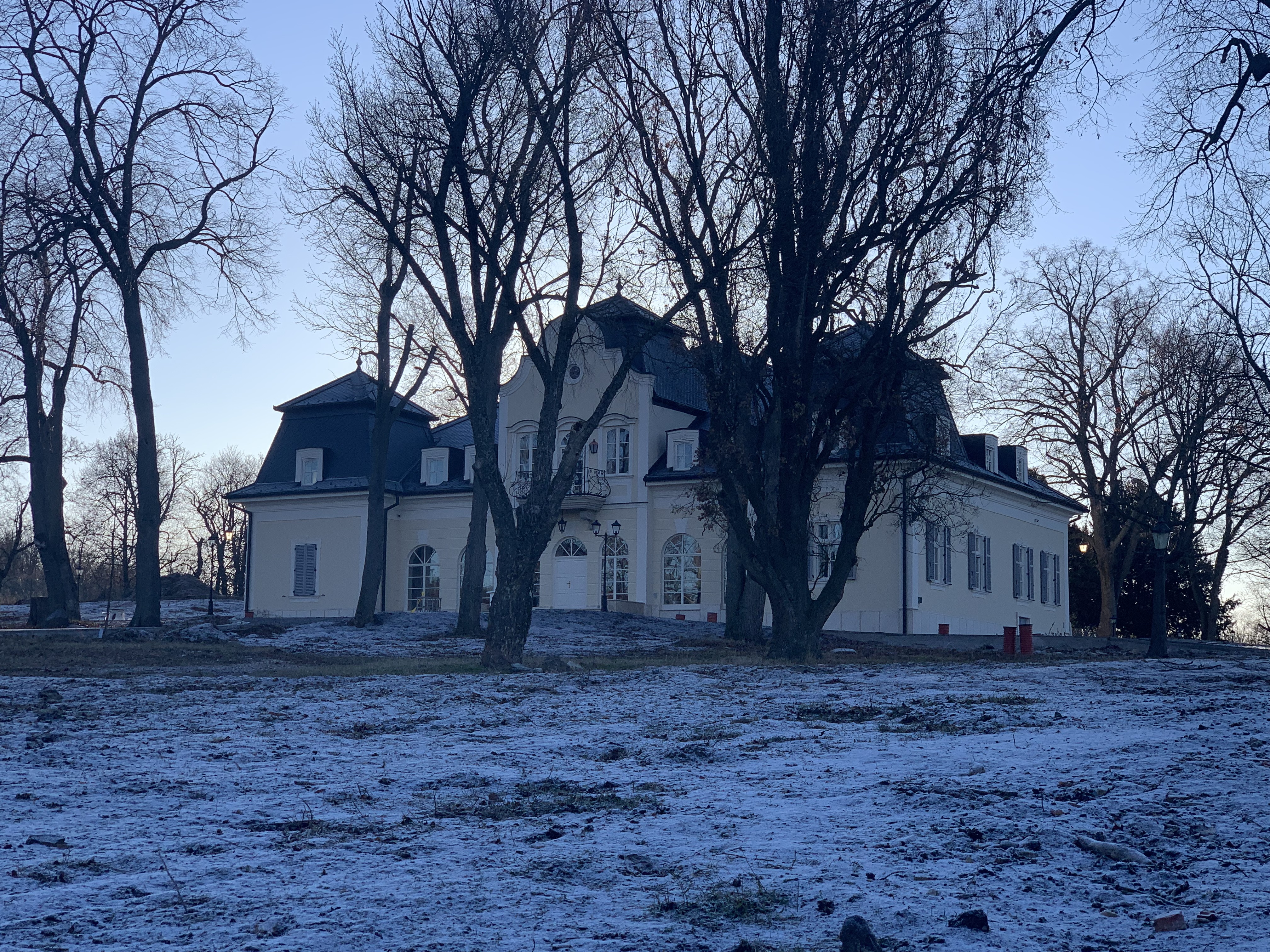
A Keglevich-kastély
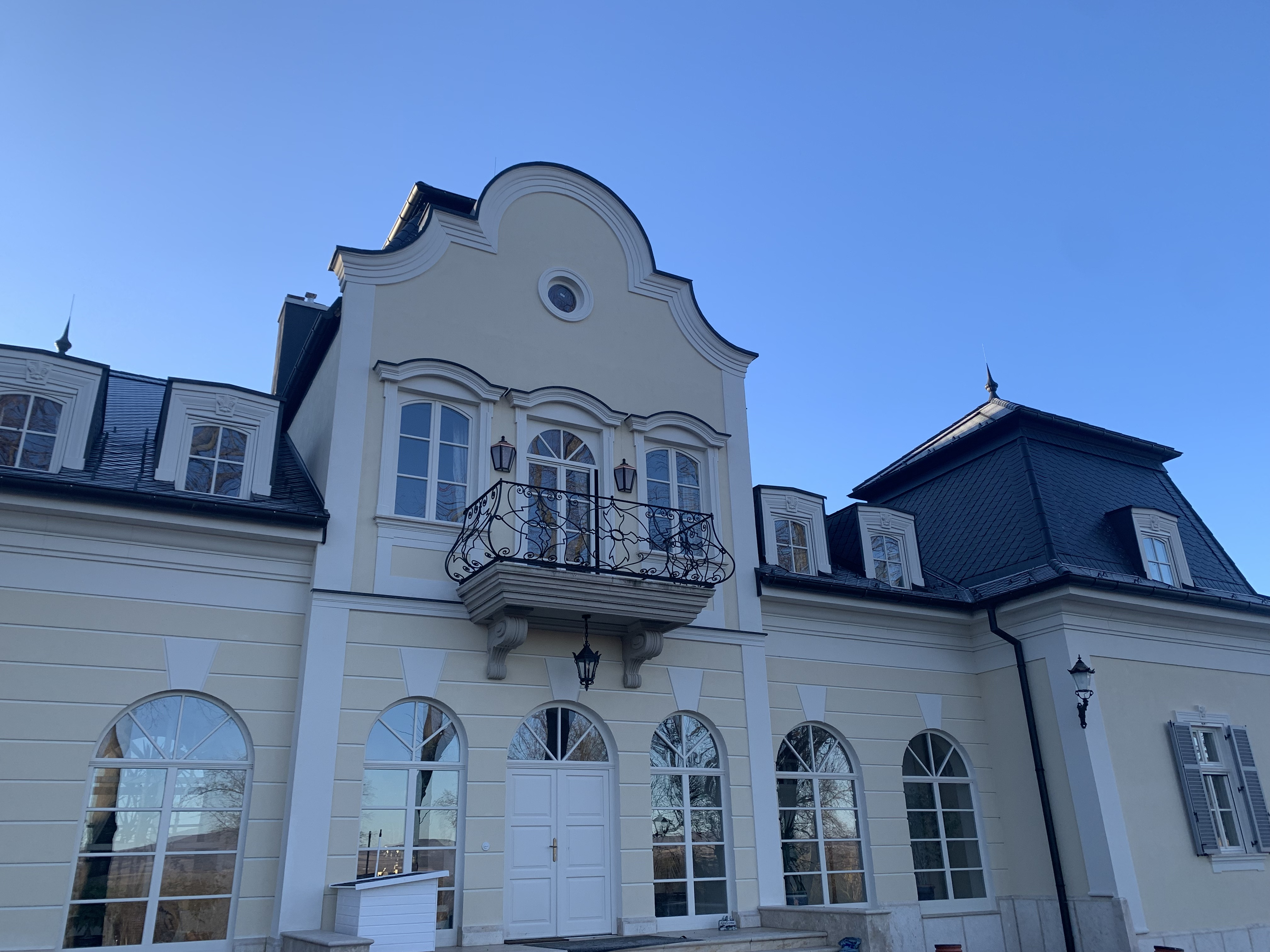
A Keglevich-kastély
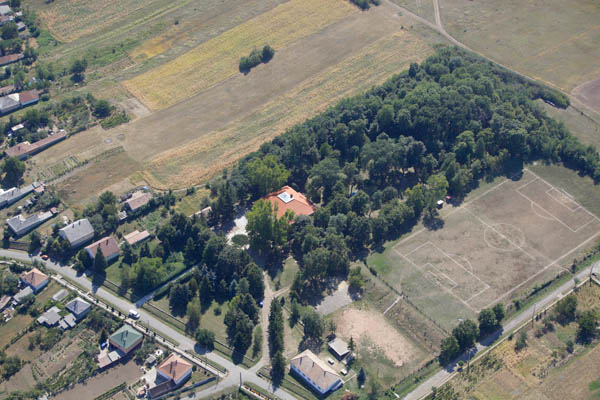
A Fráter-kúria légi felvétele
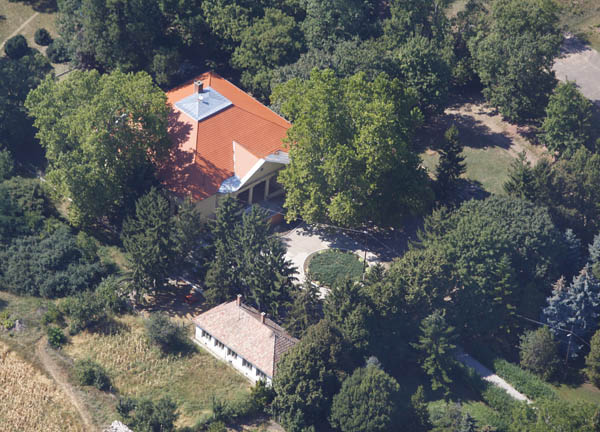
A Fráter-kúria légi felvétele
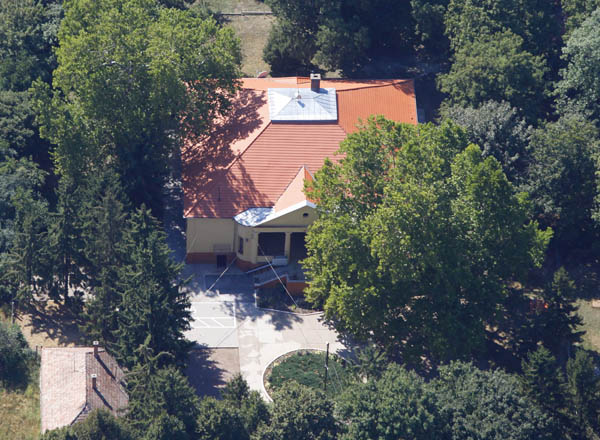
A Fráter-kúria légi felvétele
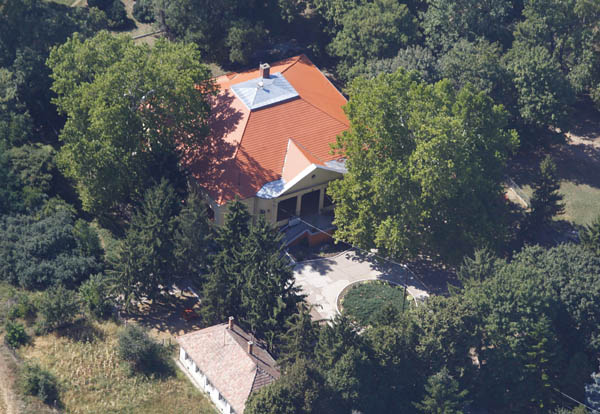
A Fráter-kúria légi felvétele